# رامون لوبيز (منافس ألعاب قوى كوبي)
رامون لوبيز هو منافس ألعاب قوى كوبي، ولد في 16 يناير 1936 في سانتا كلارا في كوبا.

## وصلات خارجية
- رامون لوبيز على موقع الاتحاد الدولي لألعاب القوى (الإنجليزية)
- رامون لوبيز على موقع اللجنة الأولمبية الدولية (الإنجليزية)
- رامون لوبيز على موقع أوليمبيديا (الإنجليزية)